# Overlord: Raising Hell
Overlord: Raising Hell (с англ. — «Повелитель: Восстание ада») — дополнение к игре Overlord, изданной Codemasters годом ранее.
В дополнении появился новый сюжет, уровни, карта, враги и оружие.
Дополнение доступно для скачивания с 15 февраля 2008 года через систему Xbox Live и онлайн для PC версии, но только в Европе. Для владельцев PlayStation 3 дополнение доступно с июня 2008 на Blu-ray вместе с оригинальной игрой и всем загружаемым контентом на тот момент.

## Сюжет
Наш преданный (не так, как в первой части) советник Гнарл сообщает, что он чувствует источник зла в Спелых холмах. Вернувшись туда, Повелитель обнаруживает подиум, куда уходят крестьяне и исчезают, как они считают, на небеса. Но это не так. Они попадают в бездну спелых холмов, где их пытают. В бездне герой встречает Мелвина Толстопуза, которого надо будет использовать в своих целях (вроде пробивания проходов), меняя рычаги и прочие. В конце загипнотизированные крестьяне пытаются уничтожить ключ от Бездны Спелых холмов, но терпят неудачу.
Следующей появляется Бездна Темнолесья, как раз на том месте, где Повелитель сражался с Обероном. Зайдя внутрь, Повелитель обнаруживает сцену театра, на которой сидит Оберон, охраняющий ключ от Бездны. Пьеса, которую смотрит Оберон, состоит из трёх частей. В первой части на сцену выходят пленённые эльфы, играющие сами себя, во второй на сцену выбегают монстры из подземелья, играющие гномов, которые в соответствии с историей опустошили земли эльфов, а в третьем акте… А третьего акта нет. Главная звезда третьего акта — Террор. Это тот самый танк Ролли, принадлежащий Голдо, только сломанный. Из-за этого спектакль повторяется от первого акта ко второму. На третьем Оберон злится — и все начинается сначала. Цель Повелителя отремонтировать Террор. Когда он починен, начинается третья часть спектакля, в которой надо перебить всех эльфов на сцене. В конце эльфы пытаются отбить ключ от Бездны Темнолесья, но тоже терпят неудачу. Заполучив ключ Повелитель возвращается в башню.
Дальше Гнарл говорит про источник зла в Небесной Обители. Возвращаясь туда, Повелитель видит, что от крестьян уходят их жены, прямо в Бездну. Крестьянки целыми днями глазеют на сэра Вильяма. Повелителю предстоит использовать его, чтобы проникнуть в помещение с женщинами и забрать их обратно. Вернув крестьянок в Небесную Обитель, Повелитель параллельно захватывает ключ и отбивается от сэра Вильяма с приспешниками, которые хотят завладеть ключом от Небесной вершины ради своих целей. Уничтожив сэра Вильяма дважды, Повелитель захватывает полный контроль над Бездной Небесной Обители.
Следующая по счету идёт Бездна Золотых Холмов, в которую идут гномы. Попадая в неё, они становятся одержимыми золотом. Сам Голдо — жадный гномий король превращается в золотую статую. В конце его уничтожают сами гномы, расколов на мелкие кусочки. Повелитель также завладеет ключом от Бездны.
Последняя Бездна, которую должен завоевать Повелитель, находится в Руборийской Пустыне. Здесь все идет по схеме монстры-головоломки-главный босс. Вход в Храм Забытого Бога охраняет Кан, поставленный в качестве стены. Пару раз использовав его, Повелитель подходит к последнему боссу — Забытому Божеству. Бывший создатель мира первым поддался искушению — изменил своей жене, Богине-Матери. В наказание она прокляла его (Никто не мог вспомнить о нем, а если и пытался, то забывал еще больше) и сослала в Адскую Бездну. После победы над ним, Властелин узнает о предательстве шута. Но уже слишком поздно. Тот убегает обратно в портал, который разрушается, оставив нашего героя заточенным в этом мире, где ему как победителю Забытого Бога присягает на верность армия Умертвий.
В конечной кат-сцене мы видим Гнарла, он оплакивает своего хозяина. Но скоро миру явится новый Темный Властелин, в качестве которого предстанет сын старого Повелителя и его госпожи (в зависимости от выбора игрока Розы или Елены), что намекает на продолжение серии.
Зло всегда находит лазейку…

## Критика
| Сводный рейтинг | Сводный рейтинг |
| Агрегатор       | Оценка          |
| --------------- | --------------- |
| GameRankings    | 74,89 %         |

- Raising Hell было встречено положительно: 8/10 от Eurogamer и Official Xbox Magazine UK.

## Персонажи игры
- Повелитель — главный герой игры. Предводитель прихвостней владеет оружием (мечом, топором или булавой), обладает 4 заклинаниями магии.
- Гнарл — своего рода старейшина прихвостней и советник Повелителя. Весь сюжет будет вам подсказывать и давать задания.
- Гиблет — главный кузнец башни Повелителя.
- Джестер — шут Повелителя. В тронном зале он рассказывает про ваши подвиги.
- Забытый Бог — был супругом Богини-Матери. За измену был заточен ею в Адской Бездне. Стал повелителем армии Умертвий.